# Давидко Георгиев
Давидко (Дичо) Георгиев е български революционер, деец на Вътрешната македонска революционна организация.

## Биография
Давидко Георгиев е роден през 1892 година в горноджумайското село Грамада, тогава в Османската империя, днес квартал на Благоевград, България. Присъединява се към ВМРО. Убит е на 18 ноември 1929 година в родното си село по време на междуособиците в организацията от приближени на Иван Михайлов. В убийството му участие взимат Страхил Развигоров и Йордан Гюрков.